# LE-7
Le LE-7 est un moteur-fusée à ergols liquides japonais brûlant le mélange cryogénique hydrogène/oxygène développé pour propulser le premier étage des lanceurs H-IIA et H-IIB. Il s'agit du premier moteur de cette puissance développé par l'industrie spatiale japonaise. Sa poussée dans le vide est de 1078 kN et il est de type à combustion étagée.

## La version LE-7
Le développement du moteur LE-7 qui était coordonné par l'agence spatiale japonaise, la NASDA, a été réalisé par Mitsubishi Heavy Industries avec comme principal sous-traitant Ishikawajima-Harima Heavy Industries chargé de la réalisation des turbopompes.
Après une longue mise au point le nouveau lanceur H-II qui utilise deux exemplaires de ce moteur pour propulser le premier étage effectue son premier vol en 1994. Lors du 8e vol de ce lanceur, le 15 novembre 1999, un des deux moteurs LE-7 est victime d'une défaillance de la turbopompe à hydrogène 4 minutes après le lancement. L'analyse du moteur, récupéré par 3 000 mètres de fond dans l'Océan Pacifique, montre qu'une ailette de la petite turbine chargée d'accélérer l'hydrogène en entrée de la turbopompe a sans doute été victime de la fatigue générée par un phénomène de cavitation. 

## La version LE-7A
Une version à la fois moins coûteuse, plus fiable et plus puissante, le LE-7A, est développé à compter de 1994. Pour parvenir à cet objectif le dessin des pièces est simplifié ce qui se traduit par un abaissement de l'impulsion spécifique mais la poussée est tout de même légèrement augmentée. Par ailleurs la poussée est désormais modulable de 72 à 100 %. Le premier étage des lanceurs H-IIA et H-IIB est propulsé respectivement par un ou deux moteurs de ce type. Le premier vol a lieu en 2001.

## Caractéristiques techniques des différentes versions

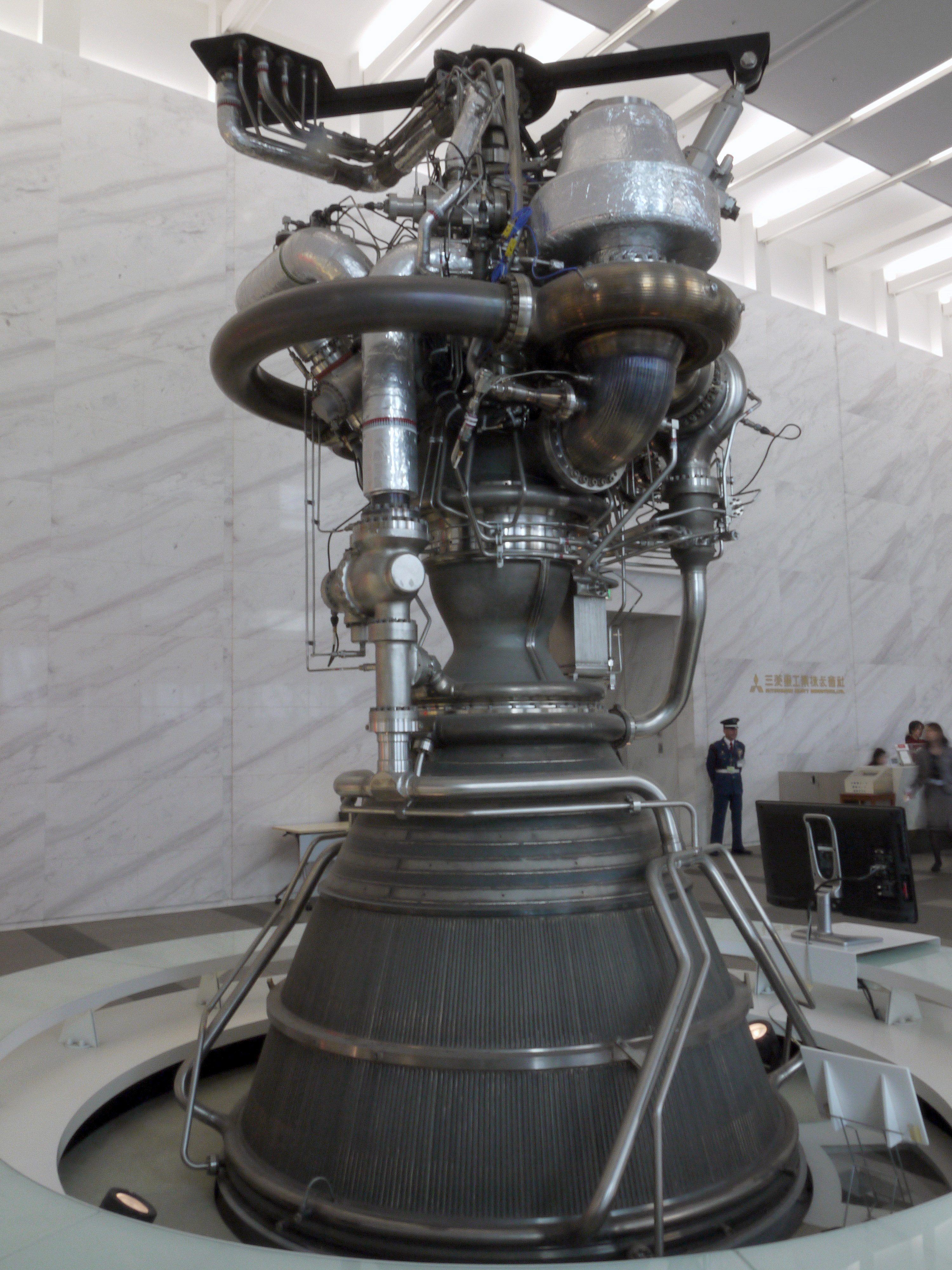
La version LE-7A.

| Version                                     | (unité utilisée) | LE-7                                       | LE-7A                                                         |
| ------------------------------------------- | ---------------- | ------------------------------------------ | ------------------------------------------------------------- |
| Premier vol                                 |                  | 1994                                       | 2001                                                          |
| Poussée (vide/mer)                          | kN               | 1078 / 835                                 | 1098/ 870                                                     |
| Ratio mélange Oxygène/Hydrogène             |                  | 5,9                                        | 5,9                                                           |
| Ratio expansion tuyère                      |                  |                                            | 51,9                                                          |
| Impulsion spécifique (vide/mer)             | Secondes         | 449 / 349                                  | 438 / 338                                                     |
| Pression dans la chambre de combustion      | Bars             | 127                                        | 121                                                           |
| Vitesse de rotation de la turbine hydrogène | tours par minute |                                            | 41 900                                                        |
| Vitesse de rotation de la turbine oxygène   | tours par minute |                                            | 18 300                                                        |
| Longueur                                    | m                | 3,4                                        | 3,67                                                          |
| Masse                                       | kg               | 1714                                       | 1800                                                          |
| Autre caractéristique                       |                  | Poussée fixe, temps de combustion de 346 s | Poussée modulable de 72 à 100 %, temps de combustion de 390 s |